# Antônio Eugênio Richard Júnior

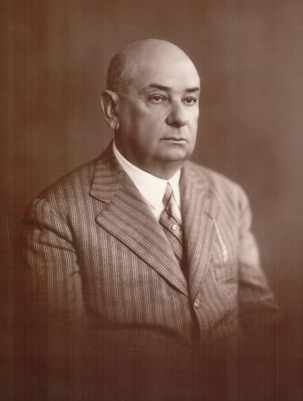
Antônio Eugênio Richard Junior, construtor do Bairro do Grajaú, no Rio de Janeiro, entre outras obras.

Antônio Eugênio Richard Júnior (Grajaú, 31 de julho de 1873 – Rio de Janeiro, 21 de julho de 1943) foi um empresário, engenheiro, arquiteto e paisagista brasileiro.
Filho de pai francês, Antônio Eugênio nasceu na cidade de Grajaú, no estado do Maranhão. Ainda jovem, durante uma viagem de trem na terra de seu pai, conheceu Marcel Bouilloux-Lafont, magnata francês, que interessou-se em expandir seus negócios para o Brasil. Bouilloux-Lafont, além de banqueiro, foi também o financiador da companhia aérea Aeropostale.
Vindo para a cidade do Rio de Janeiro, Antônio Eugênio foi responsável pela expansão de vários novos bairros da capital da República. Através da Companhia Brasileira de Imóveis e Construções (CBIC), fundada por ele em 1911, construiu o bairro Grajaú, dentre outras importantes obras, nome dado em homenagem à sua cidade natal. Foi tambem presidente do Banco Federal Brasileiro S/A (depois, Banco Sudameris).
A CBIC, com recursos do Banco Crédit Foncier du Brésil, que Antônio Eugênio também presidira, foi das primeiras empresas a importar tratores americanos modernos para o Brasil e utilizá-los em obras públicas.   A CBIC, além de uma grande empreiteira de obras públicas em seu tempo, foi a primeira empresa imobiliária brasileira, tendo construído e vendido milhares de casas e prédios em 3 estados brasileiros.
Dentre outras obras de que participou, estão a extensão da Estrada de Ferro de Mogiana e a pavimentação da Estrada Rio-Petrópolis, além de ter colaborado na idealização da urbanização do Jardim Guanabara, região da Ilha do Governador.
Teve quatro filhas, Lygia, Laurita, Leda e Léa, sendo que a segunda casou-se com o Senador e Interventor no Rio Grande do Norte José Georgino Avelino.  Foi casado em segundas núpcias com a Miss Ipanema Orminda Ovalle. É, também, avô materno do empresário do ramo imobiliário Sérgio Castro.